# 塞薩爾·路易斯·梅諾蒂
塞薩爾·路易斯·梅諾蒂（西班牙語：César Luis Menotti，1938年10月22日—2024年5月5日），是阿根廷足球教練以及球員，司職前鋒。他曾效力於罗萨里奥中央以及小保加體育會，退役後執教阿根廷國家足球隊並率隊奪得1978年國際足協世界盃冠軍。